# Pokrajina Catania
Pokrajina Catania (v italijanskem izvirniku Provincia di Catania [provìnča di katànja]), je bila ena od devetih pokrajin, ki so sestavljale italijansko deželo Sicilija. Zavzemala je tudi Kiklopsko otočje. Na severu je mejila s pokrajino Messina, na vzhodu z Jonskim morjem, na jugu s pokrajinama Ragusa in Siracusa ter na zahodu s pokrajinama Enna in Caltanissetta.

## Večje občine
Glavno mesto je Catania, ostale večje občine so (podatki 31.12.2008):
| Občina             | Prebivalcev |
| ------------------ | ----------- |
| Catania            | 297.805     |
| Acireale           | 52.872      |
| Paternò            | 49.413      |
| Misterbianco       | 48.177      |
| Caltagirone        | 39.500      |
| Adrano             | 36.503      |
| Aci Catena         | 28.613      |
| Mascalucia         | 27.733      |
| Gravina di Catania | 27.732      |
| Giarre             | 27.265      |
| Belpasso           | 23.990      |

## Naravne zanimivosti
Pokrajina zavzema večino najobširnejše sicilske ravnine, ki se po njej tudi imenuje Piana di Catania, in tudi najvišjo vzpetino otoka, ognjenik Etna (trenutno 3340 m). Velika rodovitnost te ravnine je v dobri meri posledica vulkanskih usedlin, kar je ena od dveh pozitivnih lastnosti ognjenika; druga je obilica vode, ki jo taljenje snega na Etni prinaša sicer suhi Siciliji. Vendar so te dobrine drago plačane, ko pride do vulkanskih izbruhov, ki se v zgodovini štejejo na stotine. Razen izjem sicer ne gre za človeška življenja, temveč za gmotno škodo. Mesto Catania je bilo večkrat popolnoma uničeno, prvič leta 123 pr. n. št., nato spet leta 1169, 1381 in 1669.
Seznam zaščitenih področij v pokrajini:
- Krajinski park reke Alcantara (Parco fluviale dell'Alcantara)
- Krajinski park Nebrodi (Parco dei Nebrodi)
- Krajinski park Etna (Parco dell' Etna)
- Naravni rezervat Monte Conca (Riserva naturale integrale Monte Conca)
- Naravni rezervat Isola di Lachea e Faraglioni dei Ciclopi (Riserva naturale integrale Isola di Lachea e Faraglioni dei Ciclopi)
- Naravni rezervat Complesso Immacolatelle e Micio Conti (Riserva naturale integrale Complesso Immacolatelle e Micio Conti)
- Naravni rezervat Fiume Fiumefreddo (Riserva naturale Fiume Fiumefreddo)
- Naravni rezervat Oasi del Simeto (Riserva naturale Oasi del Simeto)
- Naravni rezervat Biviere di Gela (Riserva naturale orientata Biviere di Gela)
- Naravni rezervat La Timpa (Riserva naturale orientata La Timpa)
- Naravni rezervat Bosco di Santo Pietro (Riserva naturale orientata Bosco di Santo Pietro)
- Naravni rezervat Isole Ciclopi (Riserva naturale marina Isole Ciclopi)

## Zgodovinske zanimivosti
Lega Sicilije v centru Sredozemlja daje razumeti, da je bila poseljena iz pradavnih časov. Na njej so se vrstile vse kulture starega sveta in nekatere so zapustile neizbrisne sledove. Najbolj razvidna je seveda zapuščina starih Grkov, Rimskega imperija in Normanov. Bolj prikriti so sledovi arabske kulture, kot na primer lokalno ime vulkana Etne, ki mu Sicilijanci pravijo Mongibello [mondžibèlo]. Za Rimljane je to bil namreč Mons Gibel, kjer pomeni mons gora v latinščini, jabal pa gora v arabščini. Etno samo so Arabci imenovali Jabal al-burkān ali Jabal Aṭma Ṣiqilliyya, torej dobesedno gora ognjenik ali najvišja gora Sicilije. Današnji naziv Etna pa izhaja iz grškega aitho = gorim.